# Dhalkebar
Dhalkebar (nep. ढल्केबर) – gaun wikas samiti w środkowej części Nepalu w strefie Dźanakpur w dystrykcie Dhanusa. Według nepalskiego spisu powszechnego z 2011 roku liczył on 2022 gospodarstwa domowe i 10 907 mieszkańców (5494 kobiet i 5413 mężczyzn).